# دو بامانع

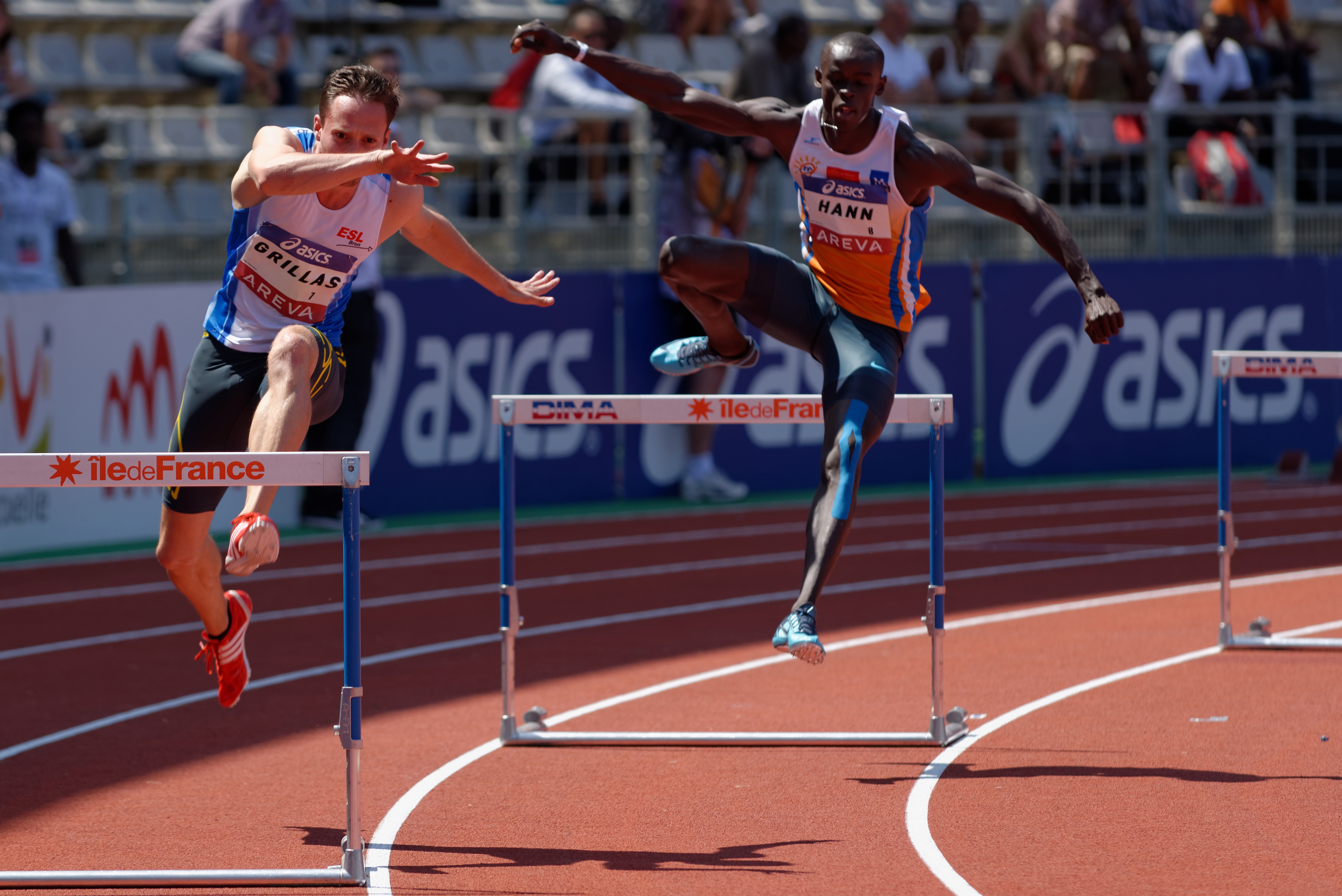
دوی ۴۰۰ متر بامانع قهرمانی فرانسه ۲۰۱۳

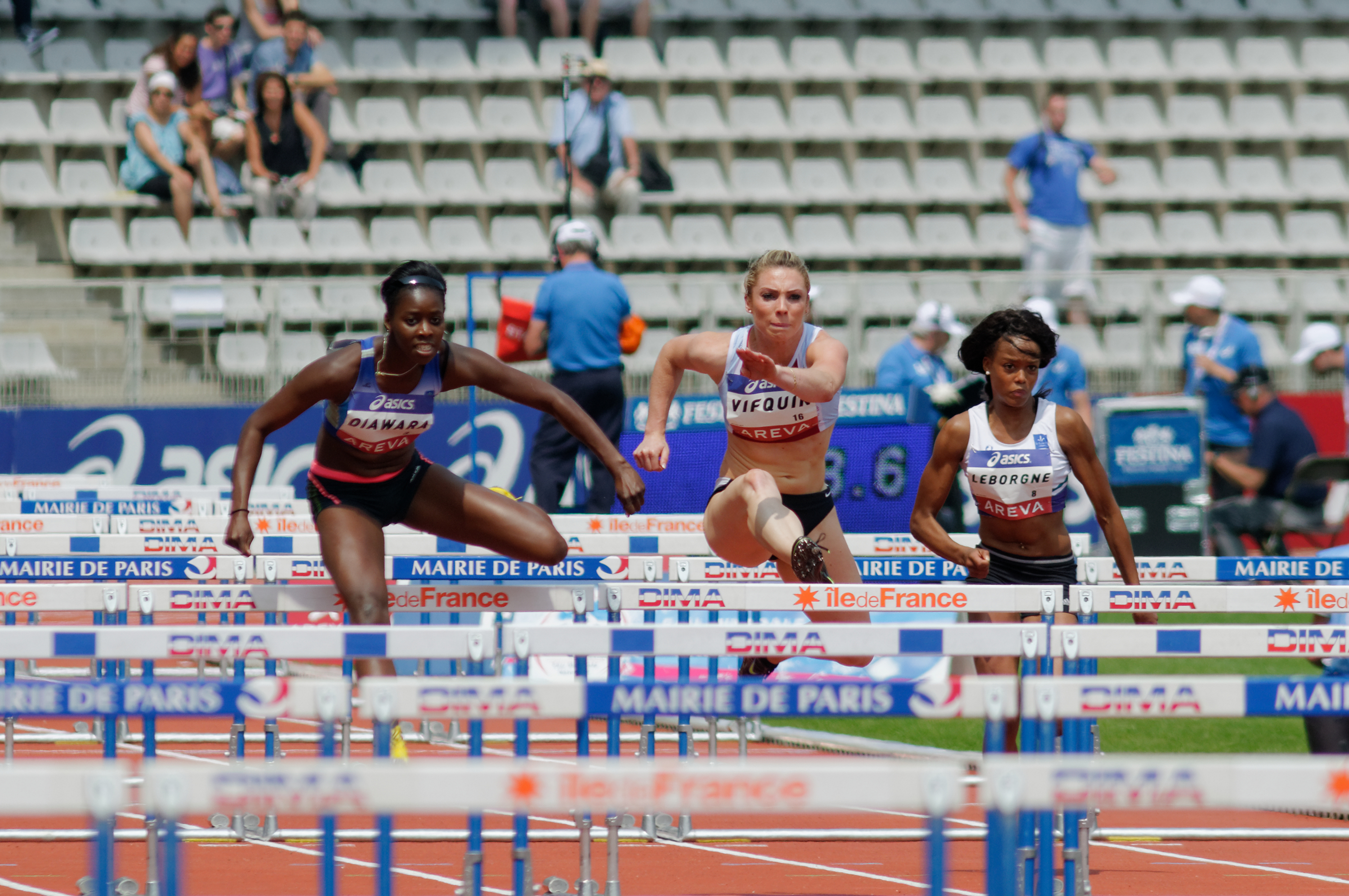
دوی ۱۰۰ متر بامانع زنان

دو با مانع یکی از گونه‌های دو و میدانی است.

## قوانین دو
اگر شخص دست یا پای خود را به عمد به موانع برخورد دهد خطا کرده‌است.

## ۱۰۰ متر با مانع زنان
دو ۱۰۰ متر بامانع یک رشتۀ ورزشی دو و میدانی، در بازی‌های المپیک است که تنها مختص ورزشکاران زن می‌باشد (دو ۱۱۰ متر بامانع مشابه آن در رقابت‌های مردان است). در این مسابقه تعداد ده مانع با ارتفاع ۸۳٫۸ سانتی‌متر (۲ فوت و ۹ اینچ) در فواصل مساوی از یکدیگر و در امتداد یک مسیر مستقیم ۱۰۰ متری قرار می‌گیرند.
تکنیک دو۱۰۰ متر با مانع بانوان اصولاً شبیه تکنیک دو ۱۱۰ متر با مانع مردان است با این تفاوت که به‌خاطر کوتاه‌تر بودن موانع زنان نیاز به زمان و مسافت کمتری برای عبور از روی موانع دارند. حرکات دونده‌های ۱۰۰ متر با مانع زنان تقریباً نزدیک به دونده‌های سرعت است و بنابراین در مقایسه با دوندگان ۱۱۰ متر با مانع مردان نیاز کمتری به خم کردن بدن و بالا آوردن زیادی پای راهنما به‌طرف بالا در لحظه کندن از زمین دارند. از این‌رو، میتوانند پای عقب را با ارتفاع پائین‌تری از روی مانع عبور دهند. حرکت دست‌های این دوندگان بسیار نزدیک به حرکت دوندگان سرعت است.

## دو ۱۱۰ متر با مانع

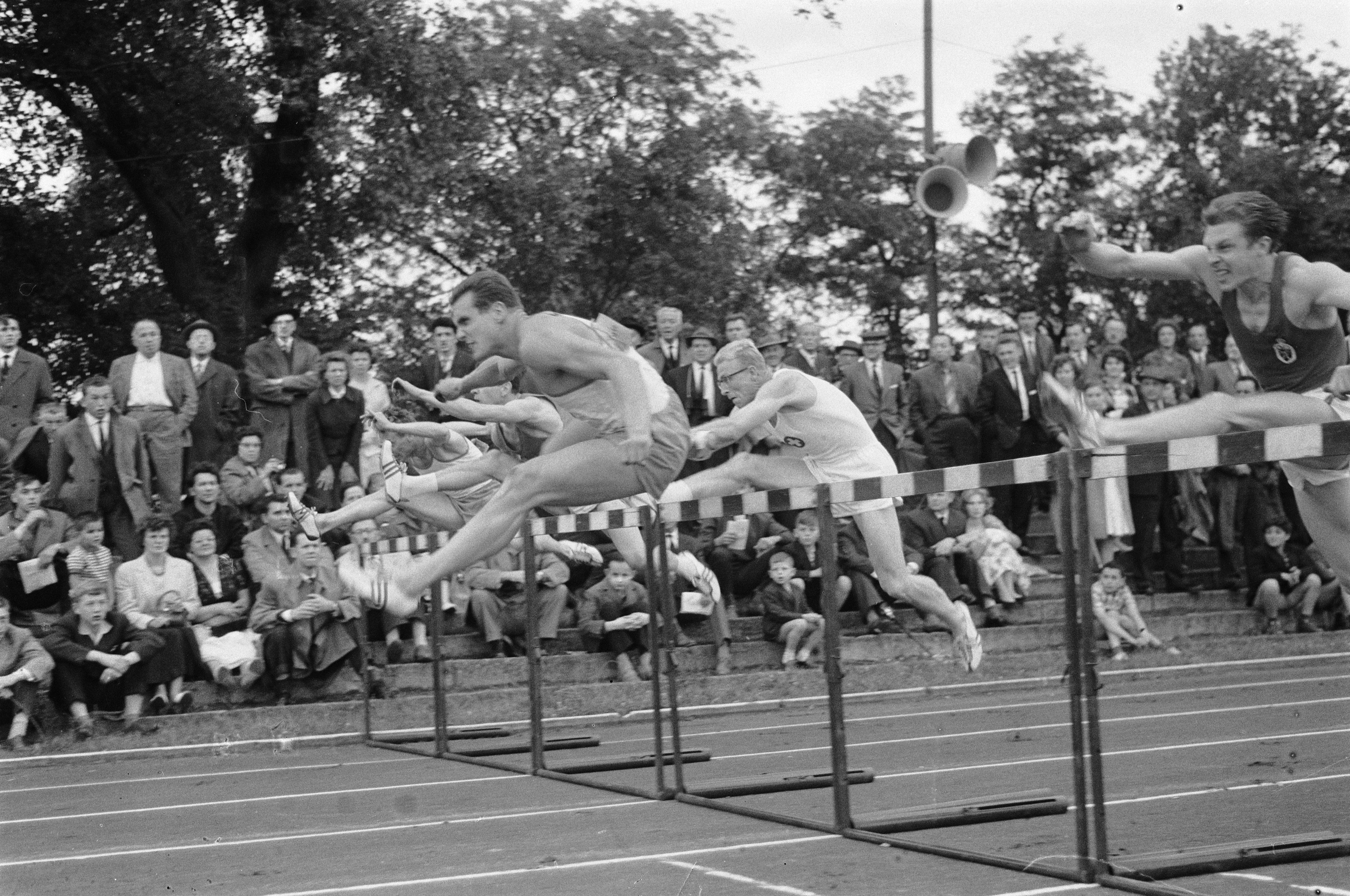
یک مسابقه دو بامانع در آلمان، سال ۱۹۶۰

دو ۱۱۰ متر با مانع یکی از رشته‌های المپیکی دو و میدانی است که در آن دوندگان می‌بایست مسافت صد و ده متر را با مانع در کوتاه‌ترین زمان ممکن بدوند. در طول مسیر ۱۰ مانع که ارتفاع هر مانع ۱٫۰۶۷ متر است قرار دارد و اولین مانع ۱۳٫۷۲ متر از خط شروع فاصله دارد.

## دو ۴۰۰ متر بامانع
دو ۴۰۰ متر بامانع یکی از رشته‌های المپیکی دو و میدانی است که در آن دوندگان می‌بایست مسافت ۴۰۰ متر را با مانع در کوتاه‌ترین زمان ممکن بدوند. فاصله موانع از یکدیگر ۳۵ متر و فاصله اولین مانع با خط شروع ۴۰ متر است.

### دویدن آهنگ‌دار
از روی موانع کم‌ارتفاع مانند یک چوبدستی عبور کردن طوری‌که فاصلهٔ بین دو مانع با ۳ گام طی شود.
هدف از این کار پیدا کردن آهنگ دویدن سریع بین موانع است.

### دویدن از کنار مانع
این کار به منظور عادت کردن به عبور از روی مانع با پای راهنما و پای عقب انجام می‌شود.